# Station Weimar
Station Weimar is een spoorwegstation in de Duitse plaats Weimar. In 1846 was station Weimar het eindstation voor de spoorlijn vanuit Halle. In 1847 werd de lijn doorgetrokken naar Erfurt.